# Régionalisme breton
Le régionalisme breton est un courant politique du mouvement breton, qui milite pour l'instauration d'une politique régionaliste en Bretagne, accordant une plus large autonomie aux institutions locales. Il se développe dès la fin du XIXe siècle pendant le premier Emsav avec la création de l'union régionaliste bretonne en 1898.
Il se distingue d'autres courants politiques comme le nationalisme breton et le fédéralisme breton apparus plusieurs décennies plus tard.

## Définition
L'universitaire Michel Nicolas décrit cette tendance politique du mouvement breton comme « une doctrine visant à développer la vie et l'organisation régionales [avec] l'exigence d'un réaménagement administratif  accordant une autonomie à l'échelon régional ». Selon lui, les personnes appartenant à cette tendance peuvent choisir de se présenter comme autonomistes, c'est-à-dire « prônant une autonomie de gestion dans le cadre régional ». Il l'oppose ainsi au nationalisme breton qui lui vise à « mettre en avant la nation dans un cadre étatique comme non étatique » (c'est-à-dire séparatiste et indépendantiste), et au fédéralisme breton qui lui cherche à mettre en place une organisation fédérale du territoire. 

## Historique des initiatives régionalistes
- 1898 : Création de l'Union régionaliste bretonne
- 1900 : Création du Gorsedd de Petite-Bretagne
- 1905 : Fondation du Bleun-Brug
- 1911 : Scission de Saint-Renan et fondation de la Fédération régionaliste de Bretagne
- 1912 : Parution de La Genèse d'un mouvement de Taldir Jaffrennou
- 1919 : Lancement de la revue Buhez Breiz
- 1920 : La FRB lance une revue - Le Réveil breton
- 1920 : Fondation du Comité de Défense des Intérêts Bretons par des proches de l'URB
- 1926 : Jean Choleau démissionne de son poste de président de la FRB
- 1927 : Mgr Duparc condamne l'inclinaison autonomiste prise par le Bleun-Brug
- 1927 : Lancement de la revue Le Consortium breton par Jean de Saisy de Kerampuil et Taldir Jaffrennou
- 1927 : Aux fêtes régionalistes de Riec-sur-Bélon les 13 et 14 août, les Bardes relancent le Gorsedd, en suspens depuis la Grande Guerre
- 1928 : Taldir lance An Oaled pour prendre la suite du Consortium en faillite
- 1929 : L'abbé Jean-François Madec fonde l'Adsao
- 1934 : Yann Fouéré lance Ar Brezoneg er Skol
- 1934 : La Fédération régionaliste de Bretagne renaît sous l'impulsion de Jean Choleau, qui en redevient le président
- 1936 : Les Cercles celtiques se fédèrent et lancent la revue L'Anneau Celtique
- 1940 : Remise d'un Placet au maréchal Pétain par 46 personnalités bretonnes revendiquant l'autonomie administrative de la Bretagne dans le cadre de l'Etat français
- 1941 : Lancement du quotidien La Bretagne par Yann Fouéré
- 1950 : Lancement du CELIB